# ایمناها (اورگن)
ایمناها (به انگلیسی: Imnaha) یک منطقهٔ مسکونی در ایالات متحده آمریکا است که در اورگن واقع شده‌است.